# Сен-Марк-сюр-Сен
Сен-Марк-сюр-Сен (фр. Saint-Marc-sur-Seine) — коммуна во Франции, находится в регионе Бургундия. Департамент коммуны — Кот-д’Ор. Входит в состав кантона Беньё-ле-Жюиф. Округ коммуны — Монбар.
Код INSEE коммуны — 21557.

## Население
Население коммуны на 2010 год составляло 123 человека.
| 1962 | 1968 | 1975 | 1982 | 1990 | 1999 | 2010 |
| ---- | ---- | ---- | ---- | ---- | ---- | ---- |
| 280  | 299  | 244  | 223  | 194  | 147  | 123  |

## Экономика
В 2010 году среди 81 человека трудоспособного возраста (15—64 лет) 58 были экономически активными, 23 — неактивными (показатель активности — 71,6 %, в 1999 году было 67,0 %). Из 58 активных жителей работали 52 человека (25 мужчин и 27 женщин), безработных было 6 (4 мужчины и 2 женщины). Среди 23 неактивных 6 человек были учениками или студентами, 7 — пенсионерами, 10 были неактивными по другим причинам.